# Phryxe solers
Phryxe solers là một loài ruồi trong họ Tachinidae.